# Oploo
Oploo es un pueblo de la provincia neerlandesa de Brabante Septentrional. Estaba ubicado en el antiguo municipio de Sint Anthonis. Desde el año 2022 forma parte del nuevo municipio de Land van Cuijk.

## Historia
Oploo se fundó en el valle de un arroyo en el siglo XII o XIII. Solía haber dos castillos cerca de Oploo, pero ambos han desaparecido. Del castillo de Bekenstein queda una granja con elementos del siglo XVI. 
El molino De Korenbloem se trasladó a Oploo en 1843. Se sabía que estaba en Bolduque antes de 1663. El molino de viento estuvo en uso hasta el año 1952. El municipio recibió el molino de viento en enfiteusis en 1966 y posteriormente pasó a ser propietario total. Fue restaurado el mismo año y se utiliza ocasionalmente. 
Oploo fue un municipio independiente hasta el año 1821, cuando se fusionó con Sint Anthonis en Ledeacker para formar el nuevo municipio de Oploo, Sint Anthonis en Ledeacker . Oploo tenía 482 habitantes en 1840.  En 2022 pasó a formar parte del municipio de Land van Cuijk. 

## Galería

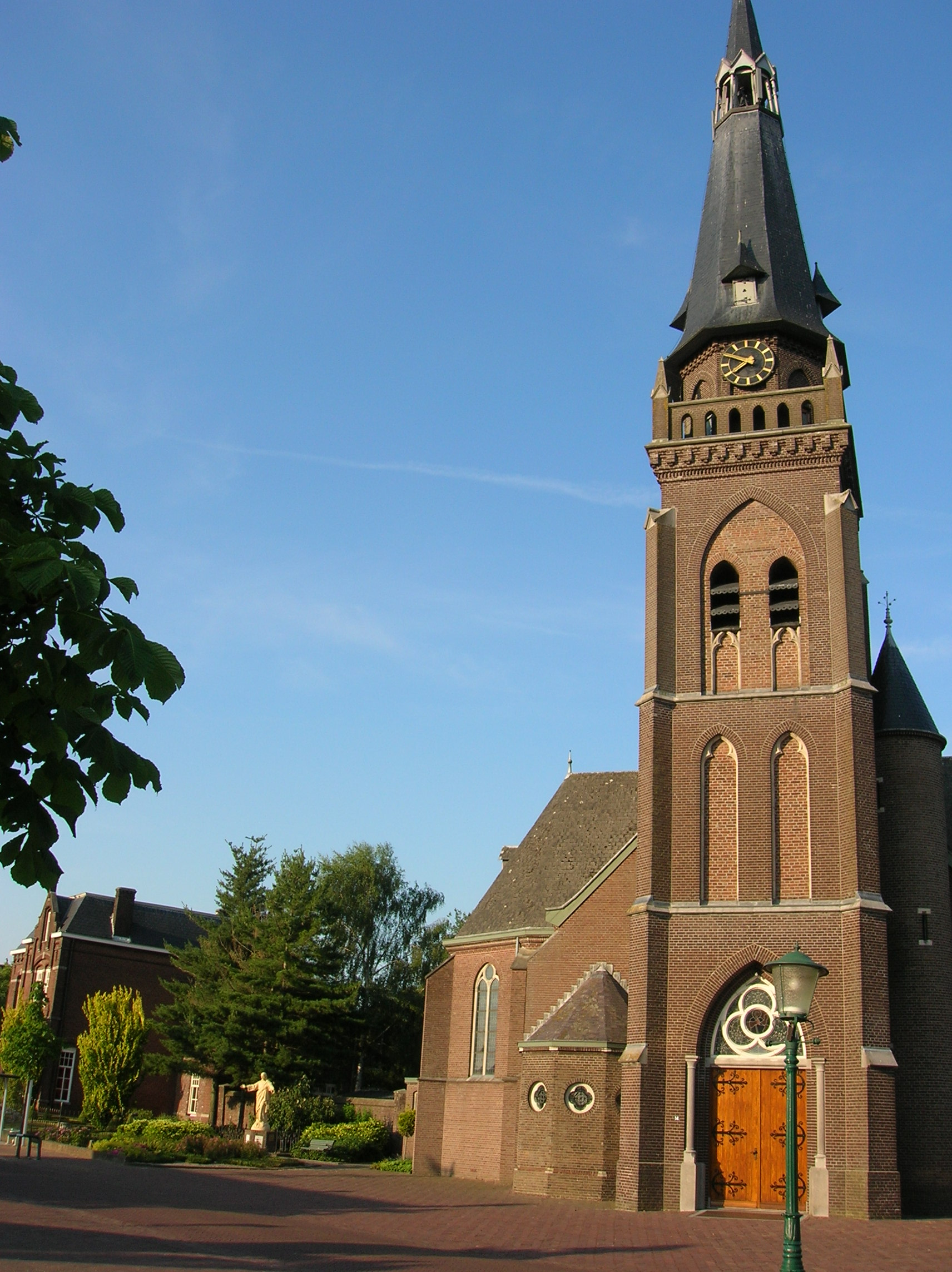
Iglesia en Oploo
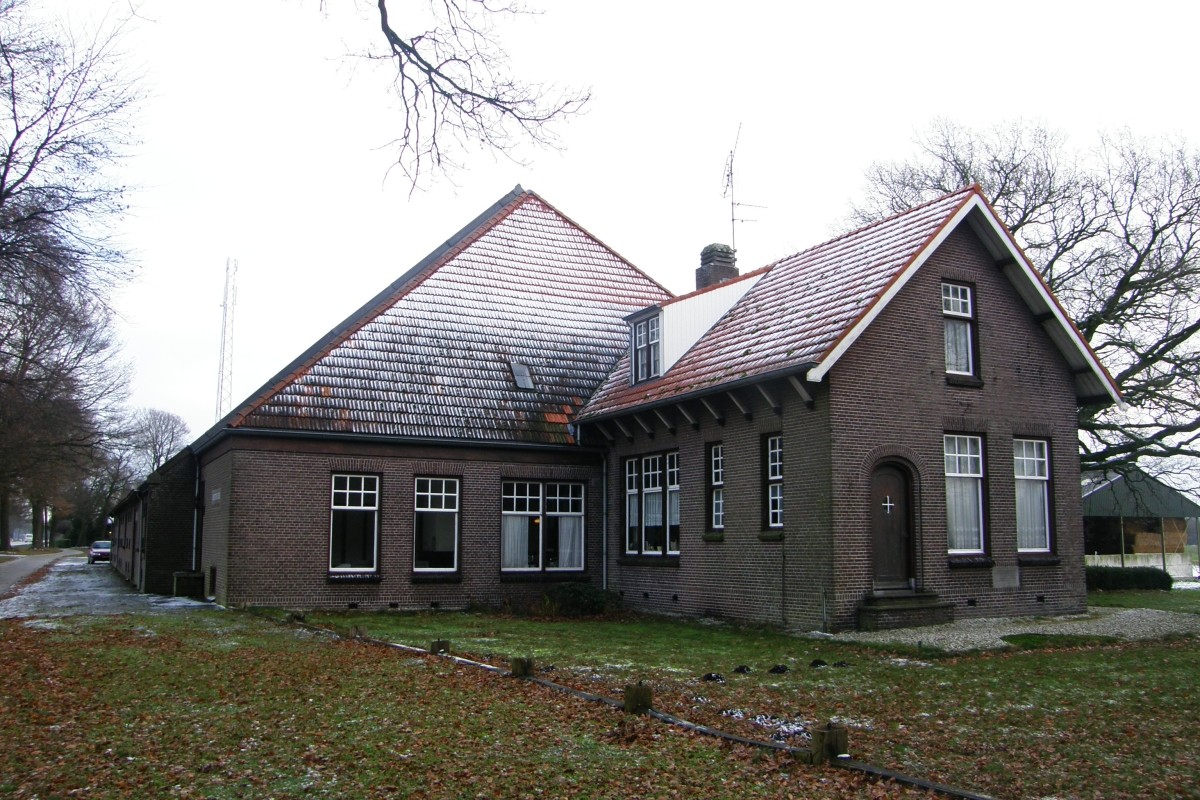
Granja en Oploo
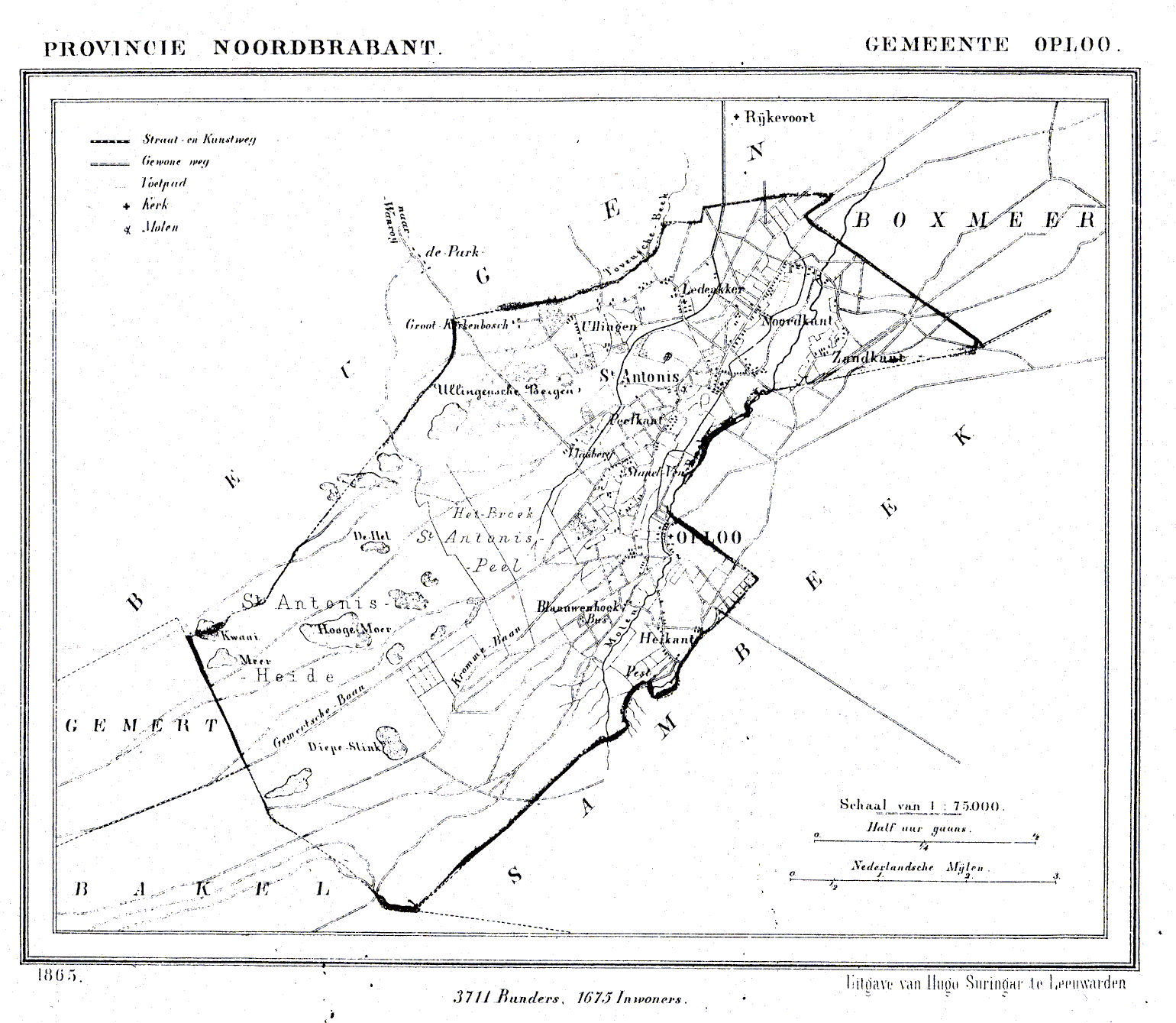
Mapa de 1865